# Алжир (вілаєт)
Алжир (араб. ولاية الجزائر) — вілаєт Алжиру. Адміністративний центр — м. Алжир, що є столицею країни. Вілаєт включає у себе лише це місто. Площа — 2 379 км². Населення — 368 713 осіб (2008).

## Адміністративний поділ
Поділяється на 13 округів та 57 муніципалітетів.

### Округи

Округи вилаєта Алжир.

| № на мапі | Округ                            | Кількість комун | Населення, ос. (2008) |
| --------- | -------------------------------- | --------------- | --------------------- |
| 1         | Зеральда (Zéralda)               | 5               | 144 475               |
| 2         | Шерага (Chéraga)                 | 5               | 235 991               |
| 3         | Драрія (Draria)                  | 5               | 193 875               |
| 4         | Бір-Мурад-Райс (Bir Mourad Raïs) | 5               | 329 164               |
| 5         | Біртута (Birtouta)               | 3               | 66 428                |
| 6         | Бузарея (Bouzareah)              | 4               | 186 158               |
| 7         | Баб-ель-Уед (Bab El Oued)        | 5               | 219 962               |
| 8         | Сіді-Мухамед (Sidi M'Hamed)      | 4               | 206 528               |
| 9         | Хуссейн-Дей (Hussein Dey)        | 4               | 220 909               |
| 10        | Ель-Харраш (El Harrach)          | 4               | 245 881               |
| 11        | Баракі (Baraki)                  | 3               | 273 232               |
| 12        | Дар-ель-Беіда (Dar El Beïda)     | 7               | 490 540               |
| 13        | Руїба (Rouïba)                   | 3               | 175 001               |